# TONAR
TONAR (Tokyo Overnight Average Rate, TONA) — «эталонная» процентная ставка, представляющая собой средневзвешенную ставку в японской иене по межбанковским кредитам японских банков на условиях «овернайт».

## Происхождение
В 2015 году Банк Японии создал Исследовательскую группу по безрисковым референсным ставкам. Её целью было определение эталонной безрисковой ставки в японской иене. По итогам работы Исследовательская группа в 2018 году обнародовала свои рекомендации. В качестве главной эталонной процентной ставки была рекомендована TONAR вместо JPY LIBOR, рассчитываемой ICE Benchmark Administration, и JPY TIBOR, определяемой JBA TIBOR Administration. Кроме того, в качестве резервной эталонной ставки рассматривалась ставка по операциям РЕПО под широкий пул обеспечения. Ставка РЕПО рассчитывается и публикуется Ассоциацией дилеров по ценным бумагам Японии (Japan Securities Dealers Association), однако она не является эталоном, основанным на фактических операциях.

## Характеристики LIBOR и TONAR
| Характеристика             | LIBOR                             | TONAR                             |
| -------------------------- | --------------------------------- | --------------------------------- |
| Обеспечение                | бланковая                         | бланковая                         |
| Срочность                  | от «овернайт» до года             | «овернайт»                        |
| Контрагенты                | банки                             | банки                             |
| Премия за риск             | премия за кредитный риск заёмщика | премия за кредитный риск заёмщика |
| Исходные данные            | декларируемые ставки банков       | фактические ставки по операциям   |
| Объём торгов в день (2019) | $0,5 млрд                         | $142 млрд                         |

## Исходные данные и расчёт
TONAR представляет собой процентную ставку по суточным необеспеченным кредитам (uncollateralized overnight call rate) на токийском межбанковском рынке. Её рассчитывает и публикует Банк Японии. В основе процентной статистики лежит информация, предоставленная Банку Японии брокерами денежного рынка. Через брокеров выдаётся около трети межбанковских кредитов.

## Администратор ставки
Банк Японии является администратором TONAR. Официальный статистический ряд TONAR доступен с 1980 года.